# Abigor
Abigor — блэк-метал-группа из Австрии.

## История

### Ранние демозаписи, дебютный альбом
Музыкальный коллектив Abigor создали в середине 1993 года Томас Танненбергер и Петер Кубик, которые в качестве псевдонимов использовали свои инициалы (соответственно T.T. и P.K.). Вскоре вокалистом стал Rune (также известный как Tharen). Осенью 1993 года была записана первая демозапись Ash Nazg, в декабре была готово вторая — Lux Devicta Est. В 1994 году последовали ещё две демозаписи — Promo '94 (февраль) и Moonrise (март). После записи Moonrise Tharen оставил Abigor (хотя позднее он неоднократно участвовал в записи альбомов в качестве сессионного клавишника), и вместо него был взят Silenius (Михаэль Грегор), бессменный участник Summoning. С ним Abigor записали демо Hate & Sin, которое попало на Napalm Records. С Napalm Records был заключён контракт на несколько альбомов, который был подписан в течение недели с момента записи последнего демо, и уже в июне 1994 года был записан дебютный альбом Verwustung/Invoke The Dark Age. На этом альбоме группа пыталась передать дух мрачного Средневековья — то, что будет отличать ранние работы Abigor.

Единственной вещью нас интересовавшей, была возможность работать в хорошей студии. Первым лейблом, давшим нам такую возможность, был именно Napalm. Мы не заботимся о том, чтобы зарабатывать бабки на продаже наших дисков. Нас вообще не интересуют деньги. Единственное, что для нас важно — чтобы мы могли войти в студию в момент готовности и записать новый материал. Кроме того Napalm Rec. — неплохая фирма, на ней пишутся Belmez, Korova, Unpure, Summoning, очень хорошие блэк-группы, — Томас Танненбергер
Томас Танненбергер впоследствии утверждал, что между музыкой альбома и музыкой некоторых норвежских групп существует определённое сходство, так как в качестве источников вдохновения и Abigor и указанные группы используют места с сохранившимися традициями, дикой природой и историей.

### Orkblut — The Retaliation. Продолжение средневековой темы
Через несколько месяцев Abigor снова отправились в студию, а в 1995 году появился концептуальный мини-альбом Orkblut — The Retaliation, состоящий из 11 композиций (продолжительность звучания около 20 минут) и повествующий о воине-язычнике, погибшем на поле боя. Помимо традиционных для блэк-метала инструментов при записи в большом количестве использовались флейта и акустическая гитара. Тогда же композиция «Shadowlord», которая впервые появилась ещё на Ash Nazg, была записана для сборника Napalm Records With Us or Against Us Vol.1. В течение этого и следующего года Abigor выпустили альбомы Nachthymnen (From The Twilight Kingdom) и Opus IV, которые продолжали линию «средневекового блэка». К записи альбома Nachthymnen (From The Twilight Kingdom) группа приступила ещё в мае 1995 года, а в качестве приглашённого музыканта на релизе присутствовала вокалистка Элизабет Торизер. Запись Opus IV производилась поглавно: так, запись первой главы Horns Lurk Beyond The Stars началась с ноября 1995 года, а вторая Blut Aus Aeonen была записана уже к маю 1996 года. В июле этого же года вышел и сам альбом.

### Channeling the Quintessence of Satan, переиздание демозаписей
В январе 1997 года за два дня Abigor записывают EP Apokalypse, отличавшийся скоростным и агрессивным настроем. В 1998 году вышли альбом Supreme Immortal Art (записан с ноября 1997 по январь 1998 годов), а также сборник песен с первых демо под названием Origo Regium 1993—1994 (ограниченным тиражом в 1500 копий). Помимо этого в 1998 году ограниченным тиражом в 500 экземпляров вышла 7-дюймовая виниловая пластинка Structures of Immortality. В январе-марте 1999 года был записан альбом Channeling the Quintessence of Satan. В ходе записей оставил группу Silenius, который утратил интерес к блэк-металлу, а ещё раньше из Abigor ушел Танненбергер. Новым вокалистом стал Thurisaz, ранее работавший с Кубиком в его авангардном сайд-проекте Heidenreich. Релиз был издан на лейбле Napalm Records и, по словам Танненбергера, стал самой зрелой работой Abigor, был выдержан в направлении интенсивного и сложного блэк-метала, а лирика была основана на темах оккультизма, смерти, чёрного искусства, уничтожения человеческой расы и прихода новой эры. Однако, в то же время, лирическая часть стала несколько абстрактной и более трудновоспринимаемой. 8 и 9 мая 1999 года была записана кавер-версия Slayer «Crionics» для американского лейбла Dwell Records. В ноябре 1999 года записан кавер Kreator «Terrible Certainty» снова для Dwell Records. Обе кавер-версии представляли собой композиции для трибьют-альбомов, которые должны были выйти только в США в 2000 году. Впоследствии данные песни вошли на EP In Memory и стали бонус-треками для грядущего альбома.

### Satanized (A Journey Through Cosmic Infinity), распад и воссоединение
В апреле 2000 года был вновь подписан контракт с Napalm Records на несколько альбомов и в октябре 2000 коллектив приступил к записи альбома Satanized (A Journey Through Cosmic Infinity) (вышел в 2001 году). Но перед этим в августе вышел мини-альбом In Memory, содержащий 5 композиций, в том числе упомянутые выше каверы, редкую версию композиции «Shadowlord», репетиционную версию «Crimson Horizons» и черновой вариант «Verwustung». Satanized был записан в течение октября-ноября 2000 года в студии Tonstudio Hornix:

Satanized (A Journey Through Cosmic Infinity)… выдержан в классическом стиле Abigor… нечто среднее между «Nachthymnen» и «Verwustung», но, конечно с рядом новых элементов. За последние пару лет у нас вообще много чего изменилось в музыкальном плане, хотя стиль группы по прежнему узнаваем.
 В конце мая 2000 года Томас Танненбергер снова покинул группу, его место занял Моритц Неунер. В 2003 года группа Abigor прекратила существование, однако спустя три года Кубик вместе с вернувшимся Танненбергером и совсем новым вокалистом Артуром Росаром (A.R.) собрались вместе, чтобы возобновить группу. В 2007 году вышел новый альбом Fractal Possession.
В начале 2010 года вышел новый альбом Time Is the Sulphur in the Veins of the Saint….
В 2018 году вышел 10-й полноформатный альбом под названием Höllenzwang (Chronicles of Perdition).
2 сентября 2024 года на странице группы в Facebook было обнародовано сообщение о смерти Петера Кубика (P.K.). Упоминалось, что он «отворил врата своими руками, по своей собственной воле», что указывает на суицид как на причину смерти.

## Дискография

### Альбомы и мини-альбомы
- 1994 — Verwustung/Invoke the Dark Age
- 1995 — Orkblut - The Retaliation (мини-альбом)
- 1995 — Nachthymnen (From the Twilight Kingdom)
- 1996 — Opus IV
- 1997 — Apokalypse (мини-альбом)
- 1998 — Supreme Immortal Art
- 1998 — Structures of Immortality (мини-альбом)
- 1998 — Origo Regium 1993-1994 (сборник)
- 1999 — Channeling the Quintessence of Satan
- 2000 — In Memory (мини-альбом)
- 2001 — Satanized (A Journey Through the Cosmic Infinity)
- 2004 — Shockwave 666 (мини-альбом)
- 2007 — Fractal Possession
- 2010 — Time Is the Sulphur in the Veins of the Saint...
- 2012 — Quintessence (сборник)
- 2014 — Leytmotif Luzifer (The 7 Temptations of Man)
- 2018 — Höllenzwang (Chronicles Of Perdition)
- 2020 — Totschläger (A Saintslayer's Songbook)
- 2023 — Taphonomia Aeternitatis (Gesänge im Leichenlicht der Welt)

### Демо
- 1993 — Ash Nazg
- 1993 — Lux Devicta Est
- 1994 — Promo '94
- 1994 — Moonrise
- 1994 — In Hate & Sin

## Состав

### Нынешние участники
- Артур Росар (Artur Rosar; A.R.) — вокал (2006—2013 гг.)
- Томас Танненбергер (Thomas Tannenberger; T.T.) — ударные, гитара, бас-гитара (1993—1998 гг., с 2006 г.)

### Бывшие участники
- Tharen (Rune) — вокал (1993—1994 гг.), клавишные (1993—1998 гг.).
- Silenius (Михаэль Грегор; Michael Gregor) — вокал (1994—1999 гг.). Основная группа — Summoning.
- Thurisaz — вокал, бас-гитара (1999—2001 гг.).
- Петер Кубик (Peter Kubik; P.K., Virus 666) — гитара, бас-гитара (1993—2003 гг., 2006—2024 гг., умер в 2024 г.).
- Стефан Фьори (Stefan Fiori) — вокал (2003 г.; на мини-альбоме Shockwave 666). Основная группа — Graveworm.
- Мориц Нойнер (Moritz Neuner) — ударные (1999—2003 гг.). Также играл во многих группах, включая Angizia, Atrocity, Leaves' Eyes, Korovakill и др.
- Люсия-М. Фарутан-Кубик (Lucia-M. Fàroutan-Kubik) — сессионная клавишница (жена Петера Кубика).
- Элизабет Торизер (Elisabeth Toriser) — сессионная вокалистка.